# Набережная улица (Лианозово)
На́бережная улица — небольшая улица на севере Москвы в районе Лианозово Северо-Восточного административного округа, от улицы Молокова.

## История
Названа по расположению при верховье ручья Лианозовского парка.

## Местоположение
Набережная улица находится в дачном посёлке имени Ларина, начинается от улицы Молокова, отделена от улицы Кренкеля оврагом, проходит на юго-восток, оканчивается около пруда недалеко от Лианозовского лесопарка. На противоположной стороне от улицы Молокова раньше переходила в бывшую Вокзальную улицу, сохранившуюся ныне в виде безымянного тупика.